# 모험왕 장보고
모험왕 장보고는 2001년 12월 26일부터 2002년 1월 25일까지 KBS에서 방영된 대한민국의 애니메이션이다.

### 방송 일시
| 방송 채널 | 방송 기간                        | 방송 시간 |
| --------- | -------------------------------- | --------- |
| KBS 2TV   | 2001년 12월 26일 ~ 2002년 1월 25 | 종료      |

### 등장 인물
- 장보고
- 김제륭
- 정연
- 이충
- 김경응
- 이창진
- 흥덕왕
- 양원
- 비란
- 난화

## 목소리 출연
- 엄상현 - 장보고, 김제륭
- 전태열 - 정연
- 최지환 - 이충, 김경응
- 이원상 - 이창진, 흥덕왕
- 박경찬 - 양원
- 김미정 - 해설, 비란, 난화

### 제작진
감독 : 한혜진, 안재훈
기획 : KBS
제작 : 연필로 명상하기 
저작권 : KBS

## 같이 보기
- 바다의 전설 장보고: 모험왕 장보고의 후속 작품